# プレコエムユニット
株式会社プレコエムユニット（英: PRECO M.UNIT CORPORATION）は、日本の卸売業社である。プレコグループを構成する企業の一部で、2017年にプレコフーズの食肉、冷凍加工品を取り扱う事業部門をそれらを専門に扱う会社として設立された。

## 概要
プレコエムユニットは、東京都、神奈川県、埼玉県、千葉県で食肉や加工肉など3,500種類を扱っている食品卸。日本で鳥インフルエンザや豚熱などの問題が多発している状況を鑑み、「食の安全」を第一に経営している。
社名のPLECO（プレコ）は、PRESIDENTS（社長達）とCOOPERATION（共同体）を合わせたもので、当時社長達の共同体を作りたいと考えていた髙波幸夫が考えた造語である。M.UNIT（エムユニット）のMはMEETの頭文字。
会社のロゴである木は、人を育て会社を育て、グループ全体が成長していく大樹のような成長をしていきたいという思いがある。

## 沿革
1955年、髙波利夫が鳥利商店という鶏肉屋を品川区大井町で創業。しかし経営が苦しくなり当時渡米していた髙波幸夫に1994年、経営権を譲り株式会社プレコフーズに組織変更する。2017年、 食肉・冷凍加工品他を取り扱う事業部門を分割し、株式会社プレコエムユニットとして独立法人化。

## 施設

### 本社
- 本社 - 〒140-0013 東京都品川区南大井3丁目35番14号 大森本田ビル４階

### 配送センター
- 東京中央センター - 〒145-0062 東京都大田区北千束1丁目3番5号
- 東東京センター - 〒136-0071 東京都江東区亀戸6丁目45番10号
- 西東京センター - 〒157-0061 東京都世田谷区北烏山9丁目18番24号
- 南東京センター - 〒146-0083 東京都大田区千鳥2丁目12番3号
- 北東京センター - 〒174-0073 東京都板橋区東山町31番4号
- 東京ベイセンター - 〒136-0082 東京都江東区新木場3丁目6番8号